# Martin Ens
Martin Ens (* 20. Dezember 2001 in Paderborn) ist ein deutscher Fußballspieler.

## Werdegang
Der Innenverteidiger begann seine Karriere beim SV Heide Paderborn und wechselte im Jahre 2014 in die Jugendabteilung des SC Paderborn 07. Im Jahre 2020 rückte Ens in den Kader der zweiten Herrenmannschaft auf, die in der fünftklassigen Oberliga Westfalen spielte. Mit der Paderborner Reserve gelang ihm in der Saison 2022/23 der Aufstieg in die Regionalliga West. Am 21. Januar 2024 gab Ens sein Debüt für die Paderborner Profimannschaft in der 2. Bundesliga. Bei der 0:1-Niederlage gegen die SpVgg Greuther Fürth wurde er in der 90. Minute für Calvin Brackelmann eingewechselt. Ens wurde weiterhin überwiegend in der zweiten Mannschaft eingesetzt und wurde für die Saison 2025/26 an den Drittligisten SC Verl ausgeliehen.

## Erfolge
- Aufstieg in die Regionalliga West: 2023